# Демократи за отговорност, свобода и толерантност
Демократи за отговорност, свобода и толерантност (ДОСТ) e българска политическа партия. Тя е учредена през 2016 година. Неин председател е Лютви Местан, бивш член на ДПС. Абревиатурата ДОСТ отговаря на турската дума dost, която означава „приятел“.

## Учредяване
В своето слово при учредяването на партията Местан обръща внимание на геополитиката на Балканите: според него Румъния, България и Гърция образуват конфигурацията на ЕС-членството, а същите тези страни с Турция – конфигурацията на атлантизма. Той се обявява за приемането на Турция в ЕС с уговорката това да стане, когато тя изпълни всички изисквания. Сред гостите на учредяването са турският посланик в България Сюлейман Гьокче, френски, полски и украински дипломати. Представител на Партията на справедливостта и развитието (на Ердоган и Давутоглу) е Фатма Бетюн Сеянкайъ. Представител на Партията на националистическото движение „Девлет Бахчели“ е Семир Ялчън, който заявява „Където и да се говори турски език, за нас това място е част от нашата родина.“

## Проблеми с регистрацията
На 11 юли 2016 г. Лютви Местан е внесъл жалба в ВКС, с което обжалва отказа на СГС. В СГС делото се гледа от съдия Лилия Илиева. Обосновката на съда е, че ДОСТ е дума от турски произход и затова бъдещата партия щяла да бъде етническа. С решение на ВКС от 29 юли 2016 г. регистрацията на партията е допусната.

## Участия в избори

### Парламентарни

#### 2017
| Година | Избори           | Гласове | %    | Резултат |
| ------ | ---------------- | ------- | ---- | -------- |
| 2017*  | Народно събрание | 100 481 | 2,86 | 0 / 240  |

- На изборите през 2017 г. участва като част от коалиция „Обединение ДОСТ“.

### Европейски

#### 2019
| Година | Избори               | Гласове | %    | Резултат |
| ------ | -------------------- | ------- | ---- | -------- |
| 2019   | Европейски парламент | 7130    | 0,36 | 0 / 17   |